# Objeto de negócio
Um objeto de negócio é um tipo de entidade inteligível sendo um ator dentro da camada de negócio em uma arquitetura de n-camadas de um software programado utilizando programação orientada a objeto.

## Função
Enquanto que um programa pode implementar classes, que tipicamente acaba em gerenciamento de objetos ou execução de comportamentos, um objeto de negócio não faz nada sozinho, mas mantém um conjunto de variáveis de instância ou propriedades, também conhecidos como atributos, e associações com outros objetos de negócio, tecendo um mapa de objetos representando os relacionamentos de negócio.
Um modelo de domínio onde objetos de negócio não possuem comportamentos é chamado de Modelo de Domínio Anêmico.
Objetos de negócio separam estados de comportamentos porque eles são comunicados pelas camadas em um sistema multicamadas, enquanto que o trabalho real da aplicação é feito na camada de negócio e não se move pelas outras camadas.

## Exemplos
Por exemplo, um "Diretor" pode ser um objeto de negócio do qual seus atributos podem ser "Nome", "Sobrenome", "Idade", "Estado", "País" e pode ter uma asoociação de 1 para n com seus empregados (uma coleção de instâncias de Empregado).
Outro exemplo pode ser um conceito como "Processo" tendo os atributos "Identificador", "Nome", "Data de início", "Data de fim" e "Tipo"  e tendo também uma associação com o "Empregado" (responsável) por iniciá-lo.